# Stazione di Rocca di Corno
La stazione di Rocca di Corno è una stazione ferroviaria posta sulla linea Terni-Sulmona. Serve la località di Rocca di Corno, frazione del comune di Antrodoco. È l'ultima stazione in territorio laziale prima del confine con l'Abruzzo, dove si trova la successiva stazione Sella di Corno.